# Борисов, Николай Ильич
Николай Ильич Борисов (16 мая 1915, Соликамск, Пермский край, СССР — 22 октября 1995, там же) — командир отделения взвода пешей разведки 801-го стрелкового полка 235-й стрелковой дивизии старший сержант — на момент представления к награждению орденом Славы 1-й степени.

## Биография
Родился 16 мая 1915 года в городе Соликамск Пермского края. Окончил 2 класса. Работал в райколхозсоюзе.
Призван Новолялинским РВК, в Красной Армии с 1942 года. С ноября того же года на фронте. Воевал в пехоте пулемётчиком, в боях под Ржевом был ранен. После госпиталя был направлен в 801-й стрелковый полк 235-й стрелковой дивизии и определён в разведку. В одной из первых операций участвовал в захвате двух «языков», был награждён медалью «За отвагу» (30.11.1943). Член ВКП/КПСС с 1943 года.
В ночь на 20 ноября 1944 года в районе населенного пункта Карлехоф сержант Борисов, действуя в составе группы прикрытия, забросал его гранатами, обеспечив группе захвата возможность без потерь взять «языка».
Приказом от 25 декабря 1944 года сержант Борисов Николай Ильич награждён орденом Славы 3-й степени.
19-26 января 1945 года в боях юго-западнее города Тильзит сержант Борисов с разведывательной группой уничтожил большое количество вражеских солдат, несколько взял в плен.
Приказом от 6 марта 1945 года сержант Борисов Николай Ильич награждён орденом Славы 2-й степени.
В апреле 1945 года в боях за город Кенигсберг, Калининград, командир отделения взвода пешей разведки старший сержант Борисов с отделением, истребил 17 противников, 6 взял в плен. На окраине города первым ворвался в здание, занятое врагом, и сразил несколько солдат противника. Был ранен. Известие об окончании войны встретил в медсанбате.
Указом Президиума Верховного Совета СССР от 29 июня 1945 года за мужество и отвагу старший сержант Борисов Николай Ильич награждён орденом Славы 1-й степени. Стал полным кавалером ордена Славы.
В 1945 году был демобилизован. Вернулся в родной город Соликамск. Трудился на железнодорожной станции Рудник сцепщиком вагонов, затем в пожарной охране МВД.
Скончался 22 октября 1995 года. Похоронен в Соликамске на воинском захоронении № 2.
Награждён орденами Отечественной войны 1-й (06.04.1985) и 2-й степени (12.09.1944), Красной Звезды (25.10.1944), Славы 3-х степеней, медалями.